# Мануела Краллер
Мануела Краллер (англ. Manuela Kraller; нар. 1 серпня 1981, Айнрінг, Баварія, Німеччина) — німецька вокалістка та автор-виконавець. Найбільше відома як колишня фронтледі німецького симфо-готик-гурту Xandria (2010—2013).

## Життєпис

### Раннє життя
Мануела Краллер народилася 1 серпня 1981 року в німецькому місті Айнрінг.

## Дискографія

### Nagor Mar
Випущені пісні (2009):
- Bleeding Rose
- Passion
- Deliverance
- Bleeding Rose (Part II)

### Xandria
Студійні альбоми:
- Neverworld's End (2012)

Сингли:
- Valentine (2012)

### Соло
- O Holy Night (2013)

### Valkea Valo
- TBA

### Співпраці
- Запрошений вокал для At the Edge гурту Voices of Destiny і у якості учасниці хору для альбому Crisis Cult (2014)
- Memories Fall гурту Dark Sarah[en] із альбому Behind the Black Veil (2015)
- Rain гурту Dark Sarah із альбому The Puzzle (2016)